# Kamigawa
In Magic: The Gathering is Kamigawa een wereld waar Champions of Kamigawa, Betrayers of Kamigawa en Saviors of Kamigawa zich afspelen. Deze wereld verschilt veel van de andere werelden en is gebouwd in een Japanse stijl. In plaats van ridders bestaan de legers uit samoerai. De demonen worden oni en geesten worden kami genoemd. In het spel heeft Kamigawa een enorme oorlog meegemaakt tussen de Kamiwereld en de materiële wereld. Het verhaal wordt uitgelegd via flarden van documenten en geschiedenisboeken.

## Locaties in Kamigawa

### Sokenzan
Sokenzan is de grootste bergketen van Kamigawa, die bewoond wordt door akki, een soort aardmannen, maar ook door yamabushi, bandieten en ronin, die geleid worden door de bandietenkoning, Godo. Ook woont in deze bergen (in het fort Shinka) de bergtrol Hidetsugu, die hier oefent in het oproepen van Oni.

#### Tendo Peaks
Dit zijn de hoogste bergen in de Sokenzan, waar de krachtigste wezens wonen. Deze bergen worden bewaakt door een draak, Ryusei.

#### Shinka, The Bloodsoaked Keep
Shinka is de plek waar de trol Hidetsugu leeft en zijn rituelen uitvoert. Hij heeft hier een leger van mindere trollen en ronin.

### Towabara
Towabara is een vlakte op Kamigawa, waar kitsune en samoerai leven. Deze samoerai staan onder het commando van Takeno, de samoeraigeneraal.

#### Araba
Araba is een plek op de Towabaravlakte, waar een heleboel kraters zijn na de aanvallen van de kami. In het midden van dit gebied staat Eiganjo, het kasteel van heer Konda. Dit gebied wordt bewaakt door een draak, Yosei.

#### Eiganjo
Dit is het kasteel van daimyo Takeshi Konda en het staat in het midden van Araba. Een dorp, Eigan, is gebouwd rondom het kasteel. Eiganjo wordt bewoond door duizenden samoerai, die geleid worden door generaal Takeno.

### Takenuma
Takenuma is een moeras, dat bewoond wordt door een ras van ratten: de nezumi, bandieten, ronins en vluchtelingen. Toshiro Umezawa, een hoofdpersonage uit de boeken over Kamigawa, leefde hier voordat hij door zijn bende werd verstoten. De gruwelijkste veldslagen van de oorlog zijn hier uitgevochten.

#### Numai
Numai is een oude mensenstad in het Takenuma moeras, die nu verlaten is en geplaagd wordt door oni. Deze stad en de moerassen eromheen worden bewaakt door de draak Kokusho.

#### Shizo, Death’s Storehouse
Dit is een plek in Takenuma waar een grote slag tussen mensen en kami heeft plaatsgevonden. Er liggen overal rottende lijken en het gebied wordt geplaagd door demonen.
Hier woont Shirei, Shizo's Caretaker.

### De Yumegawa-rivier
Dit is een grote rivier die door heel Kamigawa stroomt. Er wordt gezegd dat alle dromen van Kamigawa uit deze rivier komen.

#### Watervallen van Kamitaki
Dit is een grote waterval in de rivier Yumegawa, onder meer bevolkt door soratami, wezens die in de wolken leven. Ook is hier Minamo gebouwd, een school die in de waterval staat.

#### Academie van Minamo
Hier leren studenten menselijke magie (utsushiyo) en geestenmagie (kakuriyo). Zijn fundamenten zijn gebouwd op de grootste waterval van Kamigawa. De rector en leraren van de school zijn soratami. Ook bidden de leerlingen vaak tot de soratami en vragen ze hun om kennis. Minamo en Kamitaki worden bewaakt door de draak Keiga.

#### Paleis van Oboro
Oboro is het kasteel van de soratami, dat hoog in de wolken drijft. De soratami beweren dat er nog nooit een aards wezen in Oboro heeft gestaan.

### Woud van Jukai
Jukai is een enorm bos op Kamigawa, waar orochi, een ras van slangen met armen en benen, en budoka-monniken leven. Er zijn veel tempels, waar de budoka hun gebeden uitvoeren.

#### Boseiju
Boseiju is een enorme boom in Jukai, de oudste boom van Kamigawa. Alle wezens in Jukai leven van de magie die uit deze boom komt.

#### Okina, Temple to the Grandfathers
Dit is de grootste tempel van Jukai, waarin de budoka tot de kami bidden. Deze tempel en de bossen eromheen worden bewaakt door de draak Jugan.

## Belangrijke personen

### Eight-and-a-Half-Tails
Dit is een kitsune, die veel weet over de leer van genezing.

### Masako the Humorless
Ze is een adviseur van heer Konda en ze neemt zijn werkers waar.

### Konda, Lord of Eiganjo
Hij is een oude samoerai, die op de dag dat zijn dochter geboren werd een stuk van de ziel van een kami stal en zo de oorlog tegen de kami begon.

### Meloku the Clouded Mirror
Dit is de meest wijze van de soratami, hij geeft ze advies over de zaken van het leven.

### Kiku, Night’s Flower
Dit is een menselijke beroepsmoordenaar, die met haar magie mensen laat aanvallen door hun eigen schaduw. Ze leeft in Takenuma.

### Toshiro Umezawa
Dit is een verstoten samoerai, die gestuurd is om Hidetsugu te doden. Hidetsugu had hem kunnen verslaan, maar hij besloot om hem te laten leven, vanwege zijn magie. Hij beschikt namelijk over “kanji”, een magiesoort waardoor je vanuit een symbool, getekend met je eigen bloed, magie kunt oproepen.

### Ink-Eyes, Servant of Oni
Dit is een ratninja, die in dienst staat van een oni. Hij kan doden tot leven wekken en leeft in Takenuma.

### Kumano, Master Yamabushi
Dit is een menselijke sjamaan, die gevlucht is op de nacht dat de kami aanvielen. Hij is in de bergen gaan leven en is de vuurmagie gaan beoefenen.

### Zo-Zu the Punisher
Dit is een akki, met bescherming tegen magie.

### Heartless Hidetsugu
Hij is een bergtrol, die een overeenkomst heeft gesloten met een oni om zo oneindige macht te krijgen. Door zijn aanraking verschroeien rotsen, door zijn woord verbranden steden.

### Godo, Bandit Warlord
Godo is een barbaar die in de bergen leeft, met zijn bende van ronins en bandieten.

### Dosan the Falling Leaf
Dit is een menselijke monnik, die in de bossen mediteert en zo zijn onsterfelijkheid behoudt.

### Reki, the History of Kamigawa
Hij is een monnik, die de hele geschiedenis van Kamigawa over zijn lichaam heeft getatoeëerd.